# Roberto Mussapi
Roberto Mussapi (Cuneo, 1952) è un poeta, scrittore, traduttore, curatore editoriale, critico letterario, critico teatrale e conduttore radiofonico italiano.

## Biografia
Roberto Mussapi, nato a Cuneo nel 1952, vive a Milano, dove si è trasferito dopo la laurea. Poeta e drammaturgo, è anche autore di saggi e opere narrative, e ha all'attivo una vasta opera di traduttore e curatore di autori classici e contemporanei, scelti sull'esclusivo criterio delle affinità elettive. 
Editorialista e critico teatrale del quotidiano Avvenire, ha svolto un'intensa attività di lettura poetica, in pubblico, per radio o in sala d'incisione (per esempio il CD doppio La grande poesia del mondo, contenente quasi due ore di poesie da lui scelte e recitate, edito da Salani nel 2010)
È stato autore e conduttore di programmi per Radio Rai, in cui si fondono voce, musica e racconto. Tra questi si ricordano:  Poesia della terra, dell'acqua, dell'aria, del fuoco, Itaca, Il corvo e l'allodola, Le porte della notte, Samarcanda, Il capo e la coda.
Ha diretto la collana "I poeti" per le edizioni Jaca Book, casa editrice per la quale ha svolto anche attività di direttore editoriale. Come traduttore, ha lavorato su testi di Herman Melville, Samuel Beckett, Dylan Thomas, Samuel Taylor Coleridge, Robert Louis Stevenson, Ralph Waldo Emerson, Yves Bonnefoy, Ion Barbu, Seamus Heaney, François Villon, Jean de La Fontaine, Walt Whitman, Chinua Achebe, Patricia Highsmith, Irwin Shaw, Georges Rouault (l'opera pittorica sulla passione), e per l'antologia Shelley, Keats e Byron: i ragazzi che amavano il vento (Feltrinelli, 1997).
Nel 2014, edito da Ponte alle Grazie, è stato pubblicato il volume Le Poesie che raccoglie gran parte della produzione poetica ultraventennale di Mussapi, con saggio introduttivo di Yves Bonnefoy e prefazione del Premio Nobel Wole Soyinka, con cui Mussapi ha coltivato un profondo rapporto sin dai tempi in cui pubblicò per primo in Italia per Jaca Book l'opera di Soyinka.
Ha inoltre introdotto libri di Björn Larsson (La vera storia del pirata Long John Silver, fortunato seguito di L'isola del tesoro), Rabindranath Tagore, Mahmud Darwish, Mircea Eliade, Arturo Onofri, Iginio Ugo Tarchetti, Uchenna Benneth Emenike, e curato diverse antologie tra le quali, con Giuseppe Conte e Maurizio Cucchi, Altro bene non c'è che conti: poesia italiana contemporanea per giovani innamorati (Salani, 2009) e Poesie di viaggio (Torino: EDT, 2009).
Tra le sue traduzioni poetiche si ricordano Una porta sul buio di Seamus Heaney (Parma, Ugo Guanda, 1996), Benito Cereno di Herman Melville (Milano, Feltrinelli, 2008), Beppo: una storia veneziana di George Gordon Byron (Milano, Feltrinelli, 2009), Poesie a Cinzia di Properzio (Milano, Feltrinelli, 2012),  , In love di William Shakespeare (Firenze, Giunti, 2017), Poesie di guerra e di mare di Herman Melville (Milano, Mondadori, 2019), Lirici greci (Milano, Ponte alle Grazie, 2021).
È iscritto all'A.N.P.I.

## Opere principali

### Poesia
- La gravità del cielo, Società di Poesia, 1984
- Luce frontale, Garzanti, 1987, nuova ed. Jaca Book, 1998
- Gita Meridiana, Mondadori, 1990
- Racconto di Natale, Guanda, 1995
- La polvere e il fuoco, Mondadori, 1997
- Antartide, Guanda, 2000
- Il racconto del cavallo azzurro, Jaca Book, 2000
- Lo stregone del fuoco e della neve, Salani, 2001 (per bambini)
- New Arabian Nights, Albatross, 2001 (libro e CD con i Kalenda do Sol e Antonello Salis)
- Accanto al fiume oscuro, EDM, 2005
- La stoffa dell'ombra e delle cose, Mondadori, 2007
- L'incoronazione degli uccelli nel giardino, Salani, 2010
- La veneziana, con saggio introduttivo di Yves Bonnefoy, Le lettere, 2010
- Frammenti dall'esistenza di Maria, Raffaelli, 2012
- Le Poesie, Ponte alle Grazie, 2014
- La piuma del Simorgh, Mondadori, 2016
- I nomi e le voci: monologhi in versi, Milano, Mondadori, 2020

### Teatro
- Villon, Jaca Book, 1989
- Voci dal buio, Jaca Book, 1992
- Teatro di avventura e amore, Jaca Book, 1994 (contiene:
  - Il ricordo di Marian
  - Le tre candele
  - La luce delle stelle
  - L'ultima fiaba di Shahrazad)
- L'Olandese Volante, RAI-ERI, 1989 (radiodramma)
- La grotta azzurra, Jaca Book, 1999
- Il  testimone, Jaca Book, 2007
- Resurrexi, Jaca Book, 2009 (oratorio con musiche di Alberto Colla, commissionato dalla CEI e da Fondazione Arena di Verona, eseguito dal 2006 al 2008, con voce recitante di Massimo Popolizio e il soprano Fiorenza Cedolins)
- Sindrome Otello, giugno 2006 (monologo per musiche di Uri Caine, commissionato dall'Auditorium di Roma, con voce recitante di Massimo Popolizio)
- Femmina, fuoco (monologo realizzato dalla compagnia Krypton, per la regia di Giancarlo Cauteruccio, con interprete Ornella Vanoni. Prima esecuzione al Festival della Magna Grecia a Diamante e Lamezia)
- Antartide, o dell'immersione nel bianco, 8 febbraio 2008 (monologo realizzato dalla compagnia Krypton, regia e ideazione di Giancarlo Cauteruccio, prima esecuzione al Teatro Studio di Scandicci)
- Cadens revixi, 26 giugno 2009 (oratorio con musiche di Sergio Rendine, commissionato dal Festival di Pasqua e dalla Basilica di San Paolo, eseguito alla Basilica di San Paolo fuori le mura)

### Narrativa
- Tusitala, Leonardo, 1990; Ponte alle grazie, 2007 (racconto su Robert Louis Stevenson)
- Appuntamento a Balascam, Laterza, 1998 (per ragazzi)
- La città delle fate, Salani (fiabe in 3 voll.:
  - Le fate del mare
  - Le avventure di Belsemir
  - Il mondo sopra e sotto la terra)
- Volare, Feltrinelli, 2008
- La tempesta di William Shakespeare raccontata da, Jaca Book, 2008
- Faust di Wolfgang Goethe raccontato da, Jaca Book, 2009
- L'Avaro di Molière raccontato da, Jaca Book, 2009

### Saggistica
- Il centro e l'orizzonte: la poesia in Campana, Onofri, Luzi, Caproni, Bigongiari, Jaca Book, 1984
- L'avventura della poesia, Jaca Book, 2002
- Inferni, mari, isole: storie di viaggi nella letteratura, Bruno Mondadori, 2002
- Gli spalti e il bosco, Le Lettere, 2004
- Il necessario incanto: conversazioni sulla poesia, Le Lettere, 2006 (con Fabrizio Pagni)
- Il libro del mare, Jaca Book, 2007
- La paglia di Van Gogh: la poesia e altri incantesimi, Marietti 1820, 2008 (conversazione con Marco Dell'Oro)
- Poesie, visioni, Raffaelli, 2010 (dialoghi con Massimo Morasso)
- Il sogno della Luna: luglio 1969: quando gli uomini hanno camminato sul loro mito, Milano, Ponte alle Grazie, 2019

## Riconoscimenti
- 2000: vince il Premio Nazionale Letterario Pisa di Poesia;[1]